# Chipolata
Ne doit pas être confondu avec Cipollata.
Pour les articles homonymes, voir Chipo.
 (septembre 2022).

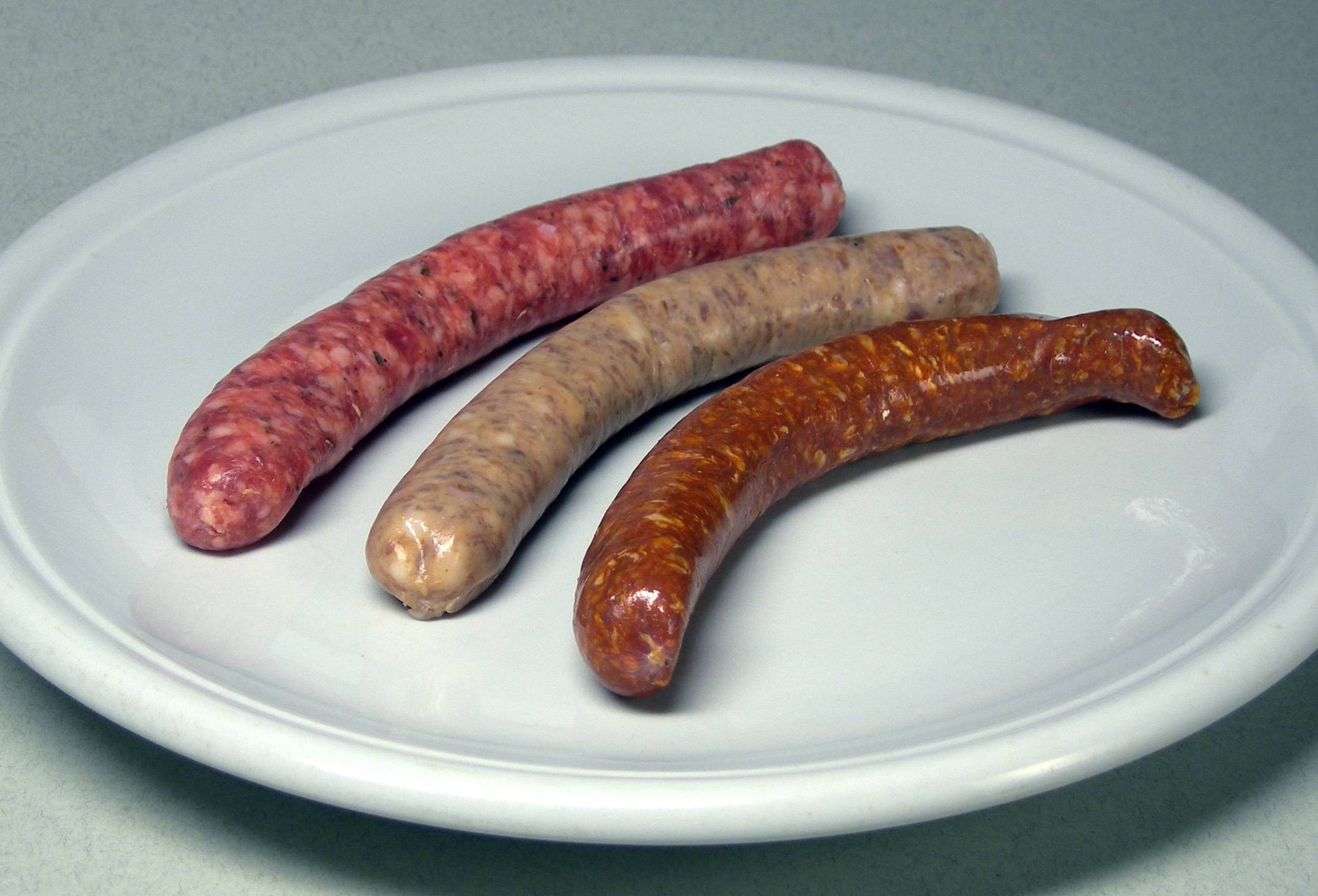
Chipolatas (gauche et milieu) et une merguez (droite), crues…

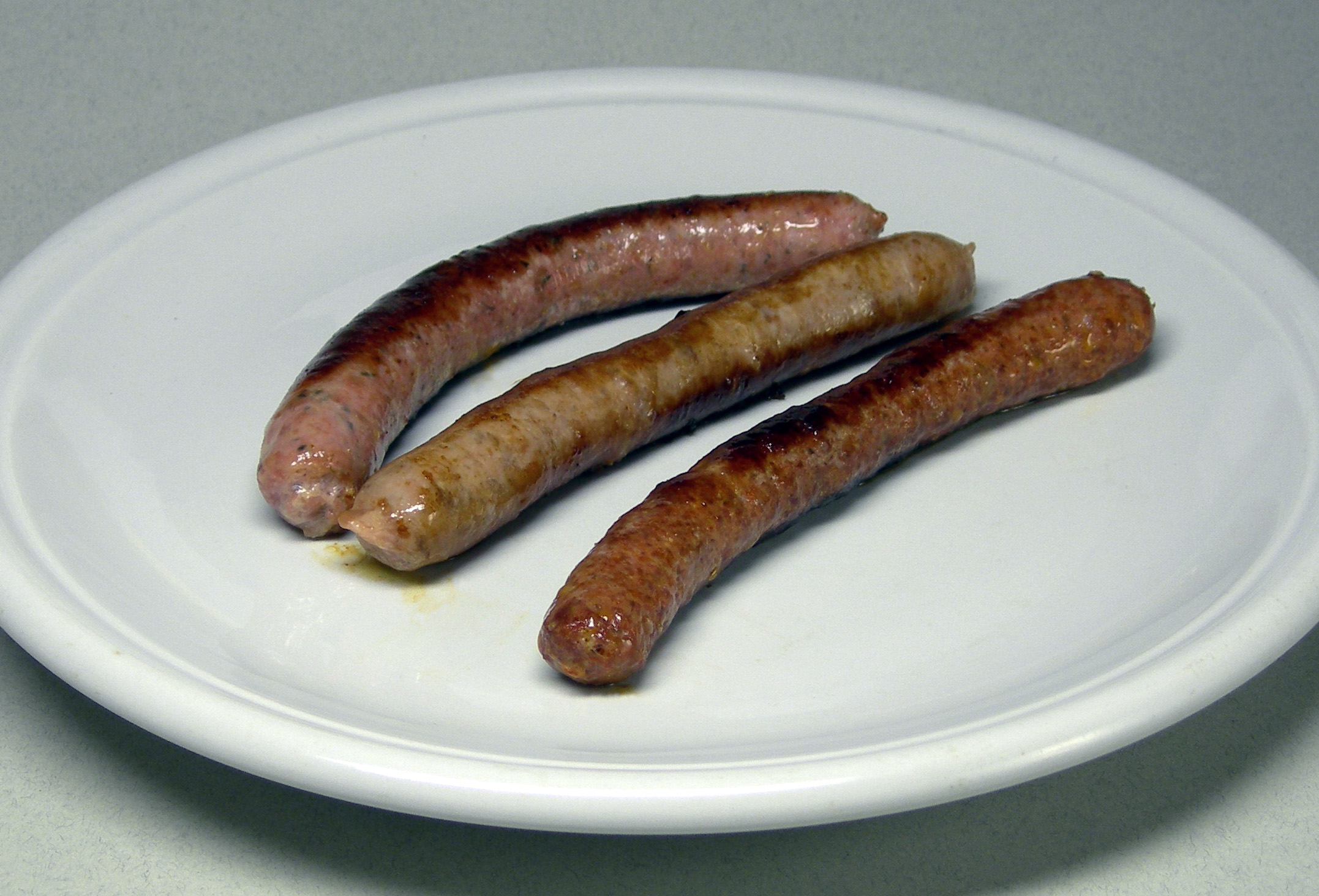
… puis cuites

Une chipolata (ou, par apocope, « chipo ») est une saucisse longue et fine dont le diamètre idéal se situe entre 2 et 2,5 cm.
En France, cette appellation désigne des saucisses à base de chair à saucisse de porc moyennement hachée, embossée dans un boyau naturel. L'assaisonnement peut contenir notamment du thym, de la sauge ou de la noix de muscade. Poêlée ou grillée afin que la graisse s'échappe à la cuisson, la chipolata n'est pas fumée.
Elle est parfois confondue avec le godiveau qui est une saucisse à base de veau haché et de graisse de rognons que l'on trouve particulièrement dans la région arpitane,.

## Consommation de la chipolata
Elle est souvent utilisée dans les barbecues. La chipolata grillée garnit les rognons d'agneau (ou de mouton) dans l'apprêt à la Turbigo.
Les chipolatas sont produites dans différentes régions d'Europe, et notamment consommées en France et en Italie.
Son nom vient de l'italien cipolla, qui signifie oignon, et le mot cipollata désigne le confit d'oignons, plat typique de la Toscane. L'usage de ce mot pour désigner la saucisse par les Français vient probablement de l'habitude italienne d’accommoder ce plat avec des morceaux de saucisse.
La chipolata est une saucisse populaire, elle est souvent appelée la « chipo ».